# Hypogamie
L'hypogamie est pour un individu le fait d'avoir un conjoint dont le niveau social est plus « faible ». Un mariage est dit « hypogamique » quand un individu est d'un rang social supérieur à celui de son épouse/mari.
Autre sens : il s'agit de l'union intrafamiliale comme l'union de demi-frères et de demi-sœurs.